# Leptocerus chaktika
Leptocerus chaktika är en nattsländeart som beskrevs av Schmid 1987. Leptocerus chaktika ingår i släktet Leptocerus och familjen långhornssländor. Inga underarter finns listade i Catalogue of Life.